# Rhinanthus glacialis
Rhinanthus glacialis är en snyltrotsväxtart. Rhinanthus glacialis ingår i släktet skallror, och familjen snyltrotsväxter.

## Underarter
Arten delas in i följande underarter:
- R. g. glacialis
- R. g. humilis
- R. g. lanceolatus
- R. g. subalpinus

## Bildgalleri

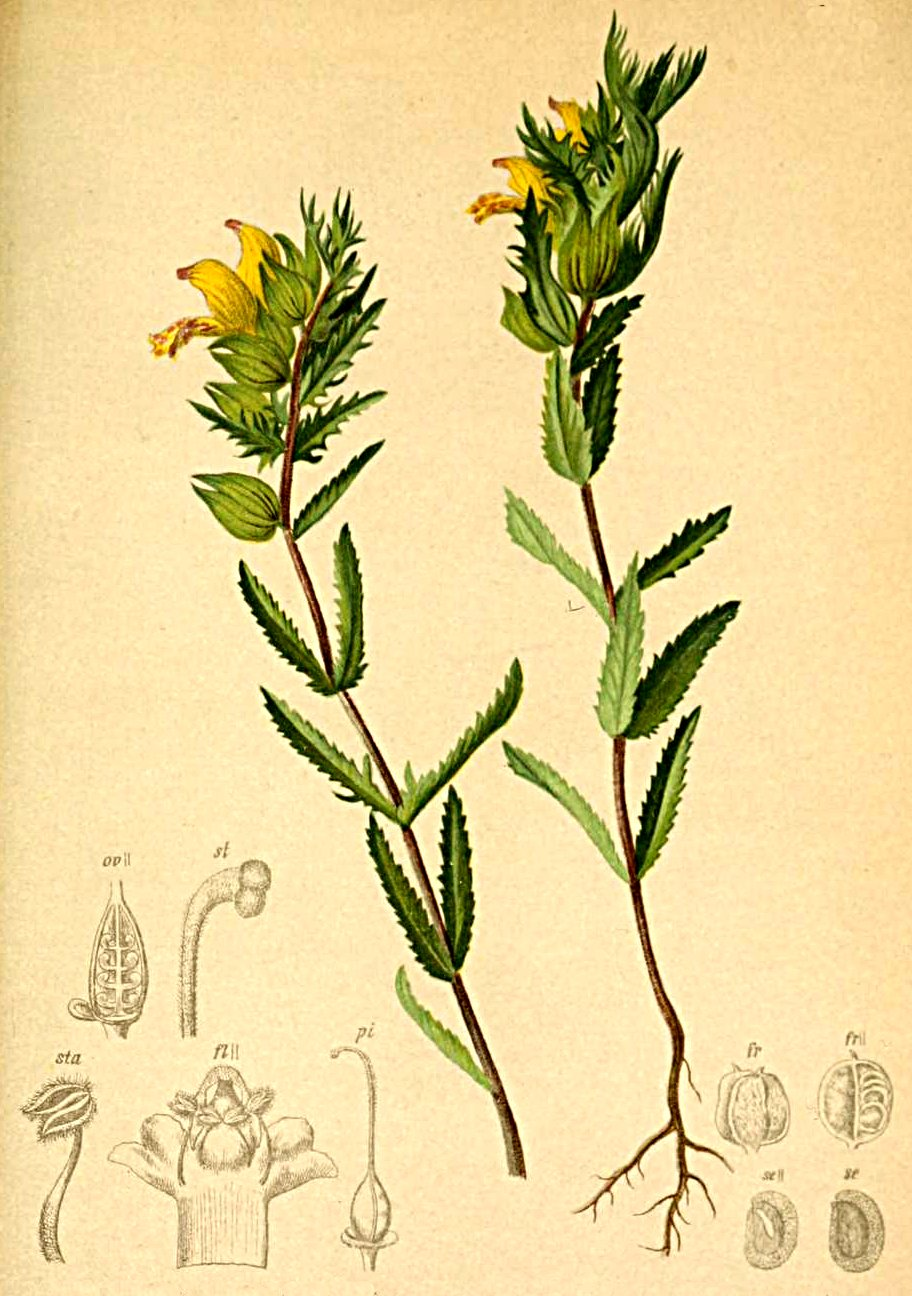
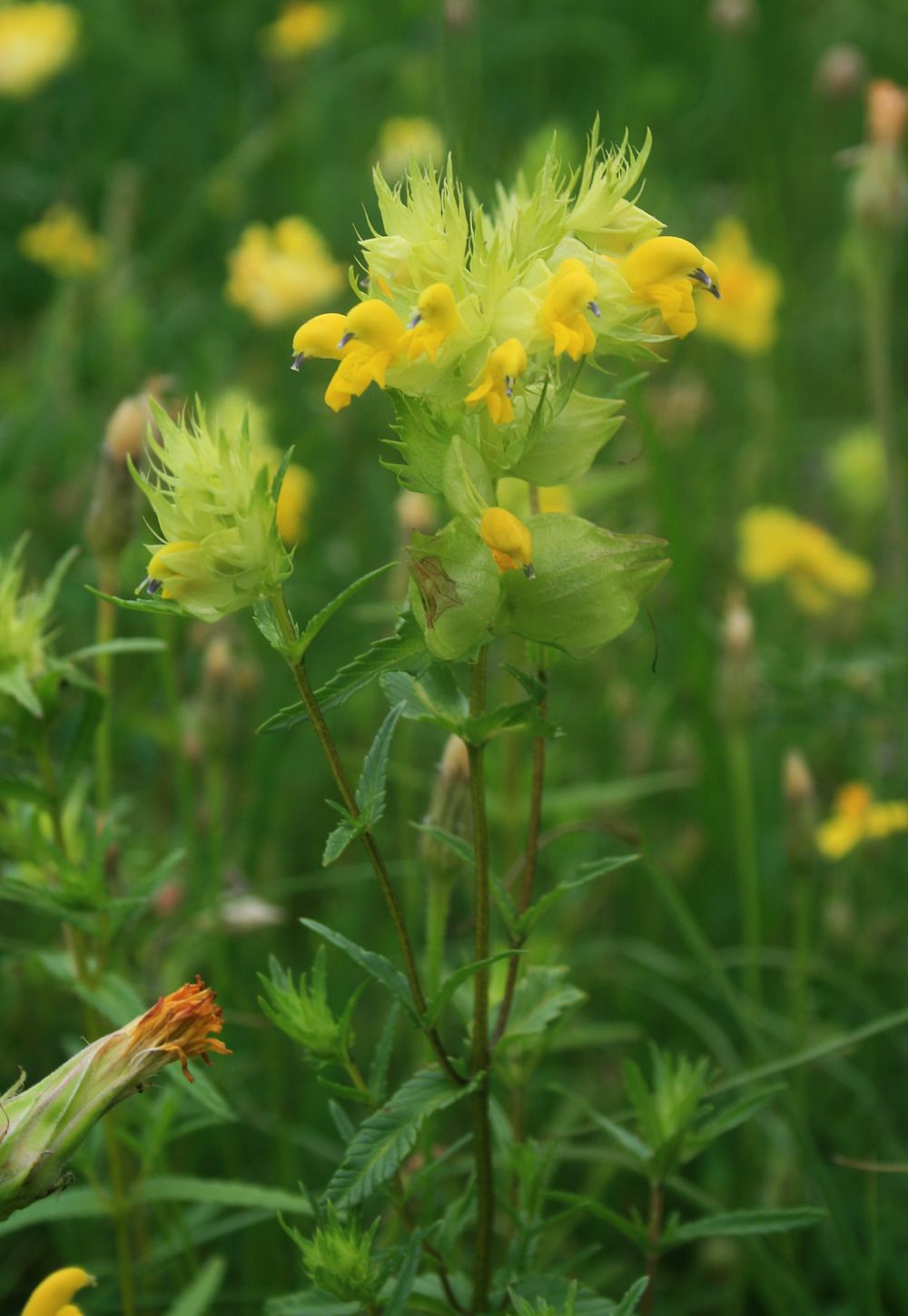
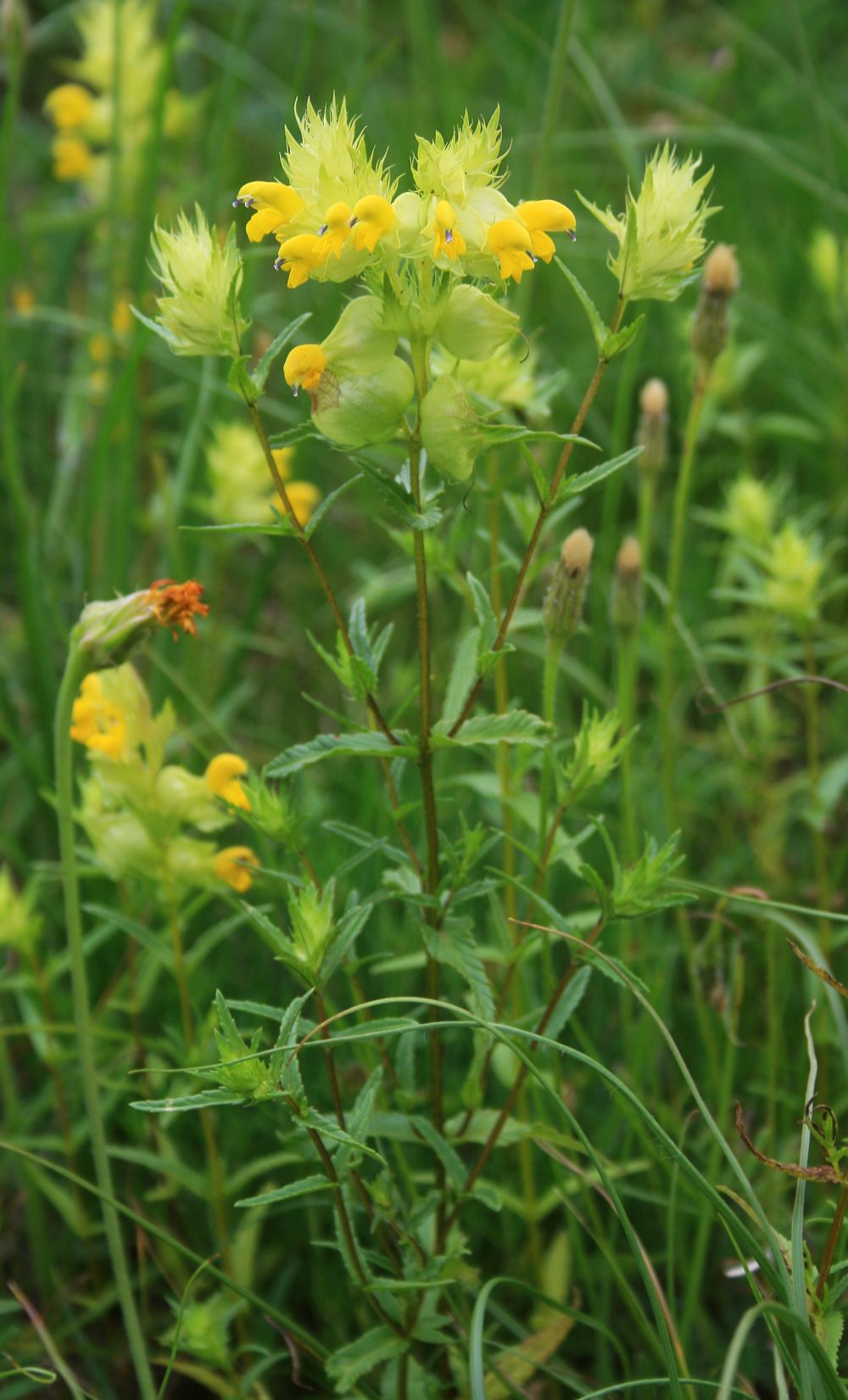
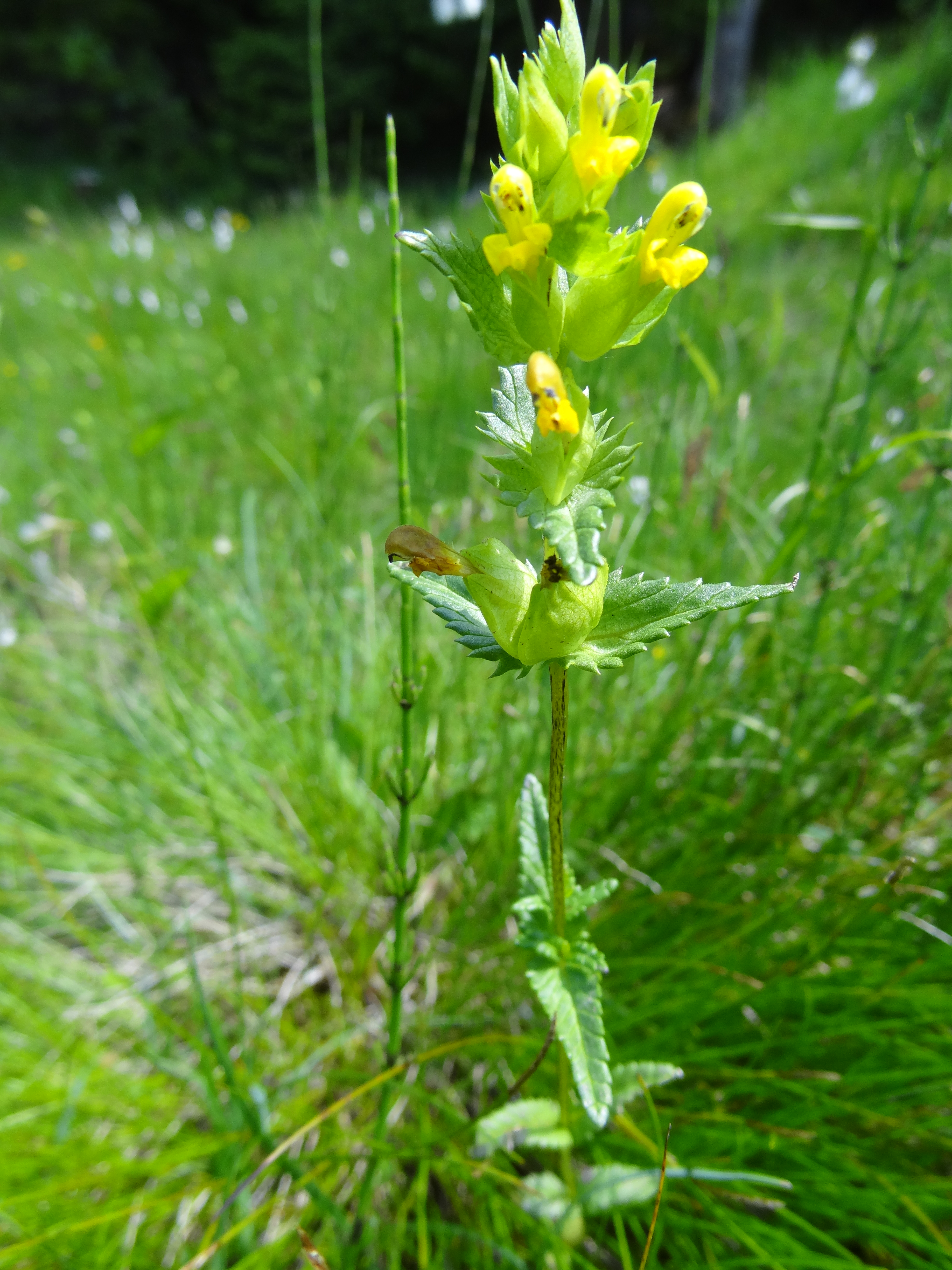
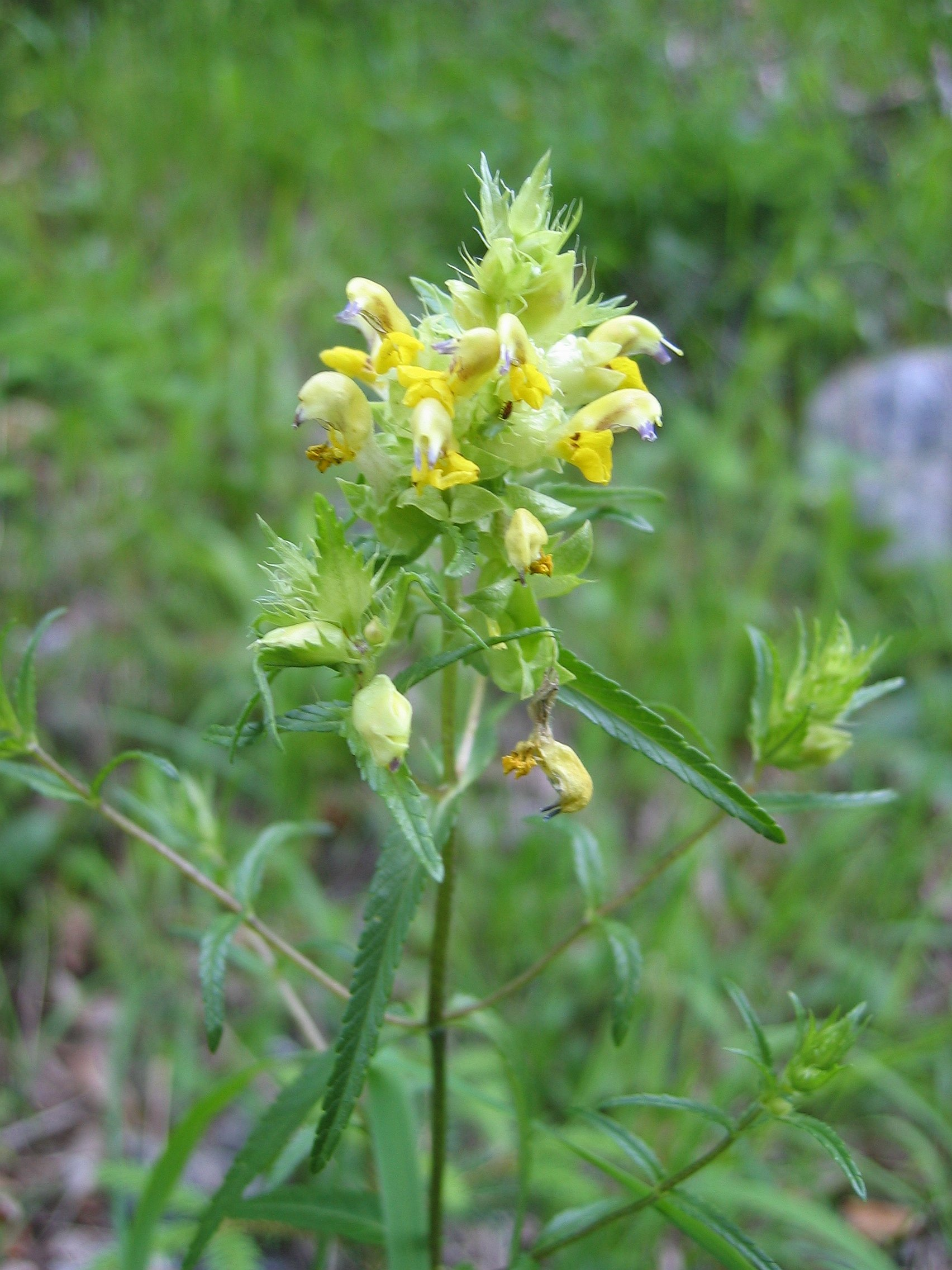
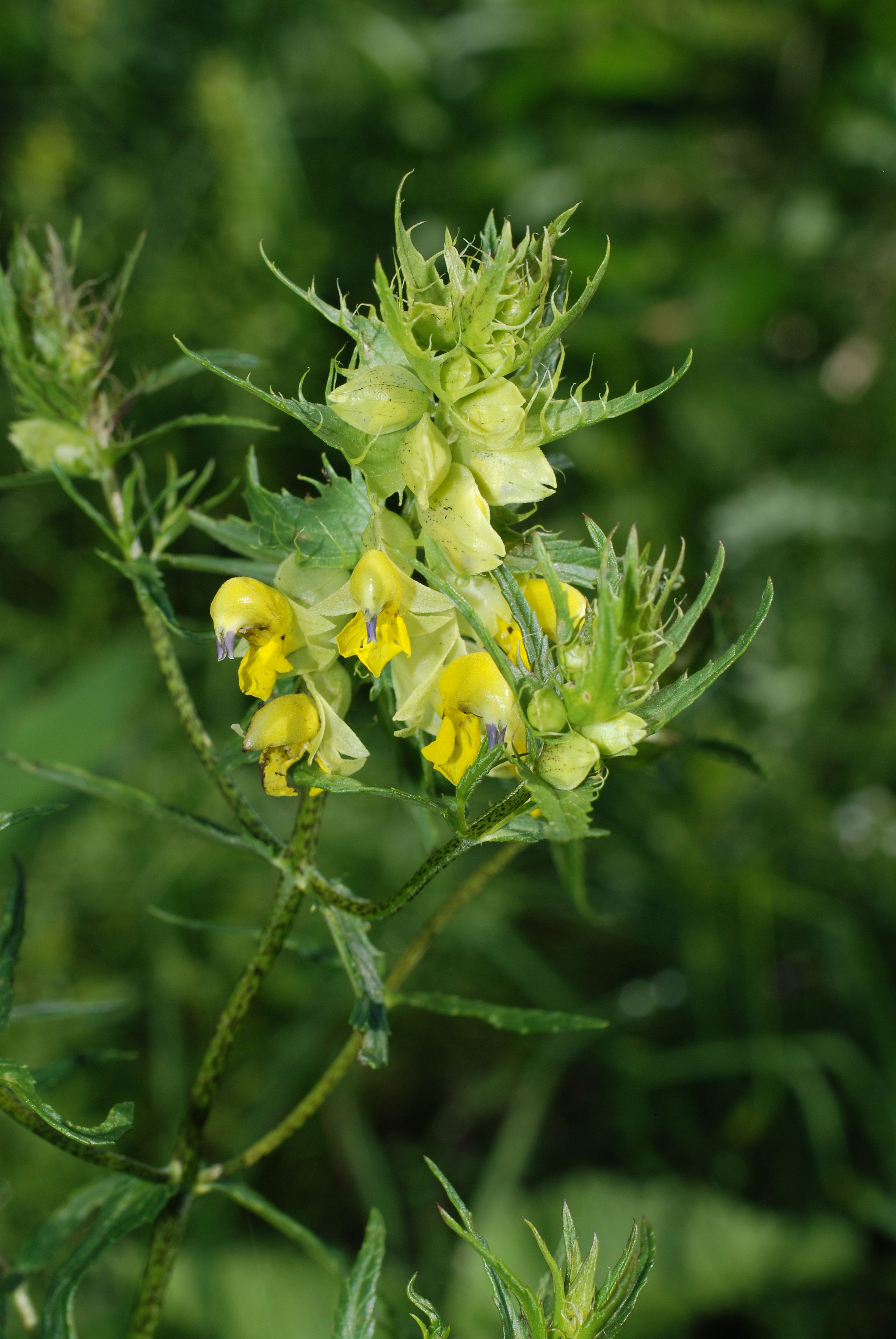